# Majda Širca Ravnikar
Majda Širca Ravnikar, slovenska novinarka, političarka, poslanka in umetnostna zgodovinarka, * 20. april 1953, Postojna
Širca Ravnikar je bivša ministrica za kulturo Republike Slovenije (2008-11).
Diplomirana umetnostna zgodovinarka, novinarka, publicistka, urednica oddaj o kulturi, kulturno-informativnega programa in umetniškega dokumentarnega programa RTV Slovenija, avtorica knjižnih, številnih revijalnih in časopisnih tekstov s področja filma, avdiovizualne kulture, humanistike in blogerka. Avtorica večkrat nagrajenih dokumentarnih televizijskih oddaj Povečava.
Od leta 1997 do leta 2000 je bila državna sekretarka na ministrstvu za kulturo RS, po letu 2000 trikrat izvoljena v Državni zbor RS, v obdobju 2008 - 2011 je bila ministrica za kulturo RS. Od leta 2012 dalje zaposlena v dokumentarnem programu RTVS.

## Življenjepis
Osnovno šolo je obiskovala v Štanjelu in Dutovljah na Krasu, maturirala leta 1972 na gimnaziji Postojna. Leta 1980 je diplomirala na Filozofski fakulteti iz umetnostne zgodovine. Po krajšem delu na Gimnaziji Šentvid (poučevanje filmske in gledališke vzgoje 1982/83), je sledila zaposlitev za določen čas (1979) na Zvezi kulturnih organizaciji Slovenije (vključno s sekretarskim delom uredništva revije Ekran). Leta 1986 je začela delati na RTV Slovenija za določen čas (kot novinarka v uredništvu kulturno informativnih oddaj), dve leti kasneje se je redno zaposlila na RTV Slovenija kot novinarka in komentatorka (oddaje Gremo v kino, Forum, Osmi dan, Oči kritike, Integrali, omizja, Utrip,Tednik in prispevki za dnevno-informativne oddaje). V devetdesetih letih dvajsetega stoletja je bila Majda Širca urednica kulturnega uredništva RTV Slovenija, redaktorica in avtorica oddaje Povečava, do leta 1997 pa odgovorna urednica Kulturno umetniškega programa.

### Oddaja Povečava
V letih med 1989–1997 je pripravila skoraj sedemdeset televizijskih mesečnih dokumentarnih oddaj Povečava (Blow up), ki so bile prvenstveno posvečene filmu (zgodovini filma, problematika slovenske in svetovne filmske produkcije, filmska kritika). Dokumentarni filmi Povečava so filmsko umetnost širile tudi na sociološki, kulturološki, antropološki in historični vidik družbenih razmerij. V tem kontekstu so izstopale oddaje o Tigrovcih (Tigri in volkovi, 1996), o fašizmu (Guernica & španski boj,1997), o taboriščnikih (Ljubelj,1997; Rab – otok lakote, 1996; Francova grobnica Valle des los Caidos, 1997), serija o Golem otoku in Grgurju (Goli I,II, epilog, 1997), o punku (Punk – Pomlad pred pomladjo,1994); o študentskih gibanjih (Študentsko gibanje 68-72, 1996), politični propagandi (Prepričevanje, 1994), o spomenikih (Spomeniki I,II, 1997), o zgodovini televizije in o cenzuri (TV črno-beli ekran, 1994, Utrinki o televiziji, 1992), o ženskem vprašanju (Ženska, 1995), itd. V okviru Povečav so nastali tudi portreti Franceta Štiglica (1991), Pier Paola Pasolinija (1995), Federica Fellinija (1994), Špele Rozin (1994), Lordana Zafranovića (Testament Lorda Zafranovića, 1994), Bate Čengića (1996), Gabriela D'Anunzija (AvantGarda, 1994), Tita (Tito in film. Vojna in mir, 1995), tematske interpretacije, ki so analizirale filmsko umetnost (Film noir, 1989; Gledališče in film, 1989; Filmska komedija,1990; Filmska scenografija, 1992; FilmArt, 1993; Sto let filma, 1995; Glasba in film, 1996; Črni film, 1996; Slepi pogledi, 1996; in slovenski film (O ljubezni, 1991; Slovenske filmske zvezde, 1993; Slovenci po svetu, svet v Sloveniji,1994; Hoolywoodski časi Slovenije I,II, 1995; 90 let
skomin – Slovenski film 1905–1995).

### Publicistka in predavateljica
Urejala je filmsko rubriko v tedniku Telex, redno objavljala v reviji za film in TV Ekran in kritiške in teoretske zapise v revijalnem tisku in na radiu Slovenija (Mzin, Mladina, Naši razgledi, Delo, Dnevnik...), v knjigah, zbornikih in samostojnih publikacijah. Leta 1985 pripravila tematski teden Hongkongškega kung fu filma (Pet udarcev Shaolina) in posebno edicijo filmske redakcije ŠKUC »Hommage Hongkongu«. Večkrat je predavala na Jesenski šoli filmske teorije in na različnih delavnicah, seminarjih in srečanjih.

### Politika
1997–2000 državna sekretarka na Ministrstvu za kulturo RS (minister je bil Jožef Školč).
2000–2004 poslanka LDS v Državnem zboru RS. V mandatu 2000 – 2004 bila članica delovnih teles: Odbor za kulturo, šolstvo, znanost, mladino in šport, Odbor za notranjo politiko, Odbor za zdravstvo, delo, družino, socialno politiko in invalide in članica Ustavne komisije.
2004–2008 poslanka LDS v Državnem zboru RS. V mandatu 2004–2008 bila članica naslednjih delovnih teles: Komisije za peticije ter za človekove pravice in enake možnosti, Odbor za kulturo, šolstvo in šport, Odbor za delo, družino, socialne zadeve in invalide, Ustavna komisija in Odbor za zadeve Evropske unije.
V letu 2004 bila za krajši (prehodni) čas članica Evropskega parlamenta.
Leta 2008 kandidirala na volitvah in bila kot članica stranke Zares – nova politika izvoljena v Državni zbor RS. Poslanski mandat potrjen 15.oktobra 2008.21. Novembra 2008 imenovana za ministrico za kulturo RS v vladi, ki ji je predsedoval Borut Pahor. 27. junija 2011 podala odstopno izjavo iz ministrskega položaja, ker je stranka Zares – nova politika izstopila iz vlade. Po prekinitvi ministrskega položaja bila poslanka v Državnem zboru RS in članica delovnih teles: Komisija za peticije ter človekove pravice in enake možnosti, Odbor za kulturo, šolstvo, šport in mladino, Odbor za delo, družino, socialne zadeve in invalide, Odbor za visoko šolstvo, znanost in tehnološki razvoj. Poslanski mandata se je zaradi razpusta parlamenta zaključil 21. decembra 2011.
Bila je tudi podpredsednica LDS, podpredsednica poslanskega kluba LDS, članica Mestnega sveta Mestne občine Ljubljana (2002 – 2006), članica odbora za kulturo in odbora za urbanizem pri MOL, članica izvršnega odbora LDS, članica Upravnega odbora Filmskega sklada RS, članica Sveta Mestnega gledališča v Ljubljani, članica in predsednica Sveta Slovenske kinoteke (razrešena leta 2005), vodja Odbora za kulturo stranke Zares. Oblikovala je programske dokumente za področje kulture v političnih programih strank LDS in Zares. Kot poslanka v DZ RS se je primarno posvečala vprašanjem s področja kulture in medijev, enakih možnosti, človekovih pravic, zelo aktivno je sodelovala pri spremembi 43. člena ustave RS, ki dopušča sprejem posebnih zakonskih ukrepov pri kandidiranju moških in žensk na volitvah; pri sprejemu Zakona o volitvah v Evropski parlament; prva podpisala in usklajevala novelo Zakona o zagotavljanju sredstev za nekatere nujne programe v kulturi; oblikovala je številne amandmaje na področju plač v javnem sektorju, okolja, arhitekture, zdravstva, socialnih pravic, varstva človekovih pravic; se na referendumu zavzemala za možnosti samskih žensk za oploditev z biomedicinsko pomočjo in na referendumu o RTVS zagovarjala sodobno in politično neodvisno ureditev nacionalnega medija.

### Povratek na RTV Slovenija
22. marca 2012 se ponovno zaposli na RTV Slovenija, skladno z Zakonom o poslancih. Zaposlena je na delovnem mestu urednice oddaj v UPE Kulturno umetniški program PPE TV Slovenija. Leta 2013 je bila avtorica nastalega dokumentarnega filma Alfred & Sofie in filmskega eseja  EPILOG: MIR, ki ga je  v produkciji dokumentarnega programa RTV Slovenija režirala Jasna Hribernik. Film obravnava razmerje Alfreda Nobela z mirovnico Bertho von Suttner in Celjanko Sofie Hess, v epilogu pa vprašanje vojne in miru. 

## Pomembnejše objave:
- Hommage Hongkongu : (1898-1997), izbor tekstov, ŠKUC, 1985.
- Federico Fellini, Ljubljanska kinoteka, 1986.
- Montaža, Izbor predavanj z Jesenske filmske šole, 1986.
- Moć imaginacije, Eseji o filmskem žanru, 1989, več avtorjev, tekst Soja vestern, Brus Li i filmovi borilačkih veština, Rad, Beograd.
- Filmska komedija, Zbirka Imago, 1989.več avtorjev, tekst Askeza duha.
- Blagoglasja : pregledna razstava grafičnega oblikovanja, filmske scenografije in animiranega filma, Moderna galerija, 1992, več avtorjev.
- Slovenske filmske zvezde, Slovenski film, več avtorjev, 1993 (Marjeta Gregorač, Rudi Kosmač, Majda Potokar, Jože Zupan).
- Sodobnost, Moč, ki ne izhaja iz moči, 1993.
- Gledanje na daljavo, Recepcija televizije na Slovenskem (Besednjak Dinastije), Slovenski film, 1993
- Mesto žensk, Časopis za kritiko znanosti, 1995, več avtorjev, tekst Mama Marija.
- Satira Multi, zbornik Satira, humor - multimedialno (Slovenski film in komedija),1995.
- Avdiovizualni medij in identitete, 7. mednarodni kolokvij filmske teorije in kritike,1996, več avtorjev, tekst Vojna in mir.
- Bato Čengić, Kinotečni katalog, 1996
- Maraton : ne samo en dan slovenskega ženskega filma in videa v slovenski kinoteki, Slovenska kinoteka, 1997, več avtorjev.
- »Pravica pa taka! Je siknila kača. Maraton slovenskega ženskega filma, Kinotečni katalog, 1997
- Videodokument: Video umetnost v slovenskem prostoru. Eseji, 1999, tekst Bodočniki, Open Society Instite, Slovenija.
- Federico Fellini : retrospektiva, Slovenska kinoteka, 1999, več avtorjev.
- Peter Greenaway's Book. The Map of the Path to the Past. Museum, 2000.
- Emir Kusturica, Kinotečni katalog ob retrospektivi, 2000.
- Michelangelo Antonioni, Kinotečni katalog, Slovenska kinoteka, 2000.
- Mi gradimo film, film gradi nas, 2000, tekst Zgovorni nemi prostor. Zbornik iz predavanj na 11. Mednarodnem kolokviju filmske teorije in kritike (Jesenska filmska šola).
- Slovenska kinoteka in Ekran, 2001.
- Pier Paolo Pasolini, Kinotečni katalog, 2001. Slovenska kinoteka in Ekran, 2001
- Drugi film tretjega sveta, 2002, več avtorjev, tekst Drugi film tretjega sveta, viden skozi očišče prvega sveta?Lahko? Lahko. 12. mednarodni kolokovij filmske teorije in kritike (Jesenska filmska šola).
- Predavanje o arhitekturi v filmskem in tv mediju. VIDEOPOLIS, Vicenza, oktober, 2002.
- Želimir Žilnik, Kinotečni katalog ob retrospektivi, 2002
- Gledališki list MGL, S porschejem po ledenem hribu navzdol, naravnost v spovednico, predstava Usodna vožnja Arthurja Millerja, 2002.
- Pravna praksa, V imenu moškega spola? Ljubljana 2002
- Nadaljevanka interesov & Manifesta Ljubljana – Frankfurt, časopis 4000, Ljubljana 2001 & 2002
- Slovenka kultura v XX. Stoletju, 2002, teksti:  K.Grossmannn, Dolina miru,Čapova Vesna,Ples v dežju,Galetovi Kekci, Klopčičeva Sedmina, Pet minut raja, Poavlovičevo Na svidenje, Splav Meduze, V leru. Mladinska knjiga, Delo.
- Odločajmo skupaj, Informacijsko dokumentacijski center Sveta Evrope, 2002, več avtorjev.
- Gender and Governance. The Civic and Political Participation and Representation of Women in Central and Eastern Europe, 2005, Sodelovanje pri raziskavi, Univerza v Ljubljani.
- Desetletka, slovenski film 1985-1995, 2004, katalog Razširjeni pogledi umetnosti – slovenska umetnsot 1985-1995 ob pregledni razstavi slovenske umetnosti, Moderna galerija.
- Teritoriji, identitete mreže :slovenska umetnost 1995-2005, Moderna galerija 2005, več avtorjev.
- Oko, ki me vodi. Fotografije Blaža Budje. Oris, revija za arhitekturo in kulturo, Zagreb VII-31-2005.
- Dialog z verskimi skupnostmi, 2006. Prispevek v okviru Pogovorov o prihodnosti Slovenije pri predsedniku republike.
- Medijska komanda. V zborniku Medijski mrk (O referendumu o Zakonu o RTVS). Liberalna akademija, 2006.
- Demokracija je ženskega spola. Feministične vaje v slogu, 2006, uredniciEva D. Bahovec, Katarina Šetinc. Sodelovanje pri raziskovalnem projektu Evropske komisije. DELTA.
- Slovenian Film and its Agonies. V zborniku Five Minutes of Democracy (The Image of Slovenia after 2004). Liberal Academy & Alliance of Liberals and Democrates for Europe in the EP, 2008 (slovenska izdaja: Pet minut demokracije. Podoba Slovenije po letu 2004).
- Svetovljan in sveta voljan, 2009, zbornik TogetherNESS, filmski festival, urednik Nenad Jovičić.
- Franjo Frančič: E pisma, samozaložba, 2009, več avtorjev.
- Viktor Sulčič : 1895-1973 : arhitekt, Obalne galerije Piran, 2010, več avtorjev.
- Kulturne in kreativne industrije po Slovensko, uvod v knjižico KKIPS, MK 2011
- Spazzapan : slikarstvo, Pilonova galerija, 2011, več avtorjev.
- Moč pogledov : portretno slikarstvo Ivana Groharja, 2011, Loški muzej, več avtorjev.
- Zakladnica ljubezni:poezija, povednost in nova stvarnost v zgodnjih filmih Matjaža Klopčiča v knjigi Matjaž Klopčič: eseji in pričevanja, 2012, Slovenska kinoteka (zbirka Slovenski film).
- SEM že 90 let; Čas alikvotnih delcev, 2013, Slovenski etnografski muzej, več avtorjev.
- Piran v filmu, katalog ob razstavi Piran v filmu, 2014, Obalna galerija Piran in Slovenska kinoteka, avtorica besedila in avtorica zamisli dela razstave Piran za kamero
- Številne objave v reviji za film in tv Ekran, v časopisu Dnevnik (Objektiv), Delo itd.
- Leta 2016 je dokončala dva filma o zgodovini ženskega gibanja z naslovom Ženska.[3]
- Leta 2021 je pripravila dokumentarec o pravljičarkah treh generacij: Marlenka Stupica, njena hči Marija Lucija in Marlenkina vnukinja Hana, ki so z izvirnimi, likovno vrhunsko dodelanimi ilustracijami zaznamovale številne generacije.[4][5]

## Nagrade
- 1992 Tomšičeva nagrada.
- 1992, 1993, 1994, 1995, 1996 Viktorji - strokovna nagrada za najboljšo TV oddajo – Povečava.
- Viktorji 1993 – strokovna nagrada za najbolj elegantno oblečeno medijsko osebnost in številna druga priznanja.